# Václav Matějka
Václav Matějka (ur. 4 lipca 1937 w Katovicach) – czeski scenarzysta, reżyser filmowy i pisarz.
Jego film Anielska diablica (cz. Anděl s ďáblem v těle) został wydany w formie książkowej oraz zaprezentowany jako musical w Teatrze Muzycznym w Karlinie.
Wśród jego produkcji była m.in. zatrzymana przez cenzurę Nagość (1970) oraz zaprezentowana w konkursie głównym na 35. MFF w Berlinie Noc szmaragdowego księżyca (1985).

## Filmografia
Na podstawie źródła:
- 1960: Rychlík do Ostravy
- 1961: Jarní povětří
- 1962: Akce Kalimantan
- 1962: Bílá oblaka
- 1964: Preclík
- 1964: První den mého syna
- 1965: Zločin v dívčí škole
- 1967: Jak se zbavit Helenky
- 1968: Ta třetí
- 1970: Nahota
- 1972: Návraty
- 1973: Zlá noc
- 1975: Pomerančový kluk
- 1977: Hodina pravdy
- 1978: Sólo pro starou dámu
- 1980: Svítalo celou noc
- 1981: Hodina života
- 1982: Má láska s Jakubem
- 1983: Anielska diablica (cz. Anděl s ďáblem v těle)
- 1984: Noc smaragdového měsíce
- 1986: Můj hříšný muž
- 1987: Proč?
- 1987: Narozeniny režiséra Z. K.
- 1988: Anioł uwodzi diabła (cz. Anděl svádí ďábla)
- 1989: Uzavřený okruh